# Trinidad en de Vallei de los Ingenios

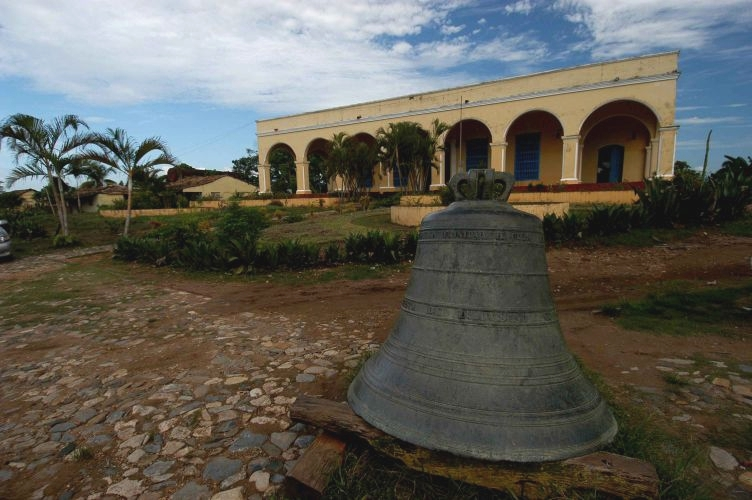
Het plantershuis van de Iznaga Plantage

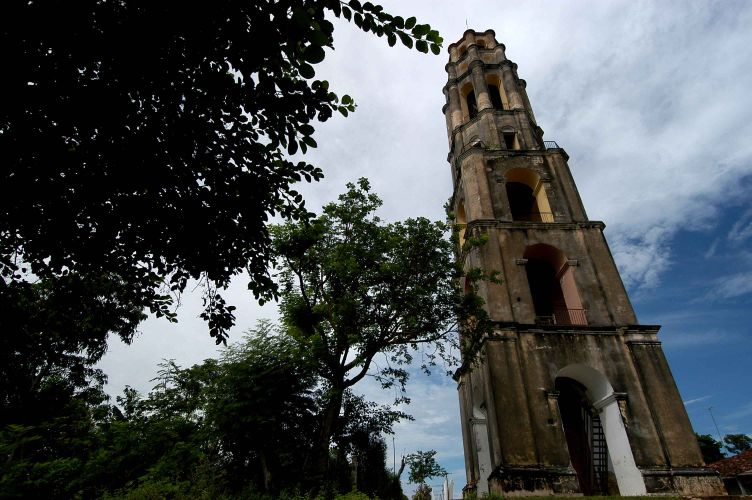
De klokkentoren van Iznaga

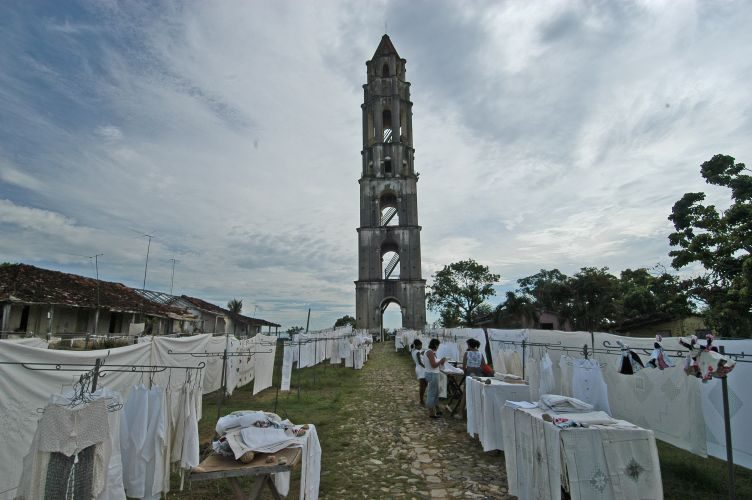
De klokkentoren van Iznaga

De Valle de los Ingenios is een vallei in Cuba. Iemand die vanuit Trinidad (Cuba) naar het noordoosten trekt, richting Sancti Spíritus, rijdt er meteen in. De vallei werd genoemd naar de suikerfabrieken (Ingenios), waarvan er rond 1800 tientallen zich in deze vallei vestigden. Vanop de omliggende heuvels van de Sierra del Escambray (of de Sierra van Trinidad), vooral vanop een aantal uitkijkpunten (miradors), kijkt men uit op een tapijt van talloze schakeringen van groen, suikerrietvelden en tabaksplantages, zo ver het oog reikt. De overgebleven fabrieken, vooral de Iznaga molen, geven een precies beeld hoe het er in het midden van de 18de eeuw aan toe ging. Vooral deze laatste heeft nog een authentiek spoorwegsysteem en een 45 meter hoge klokkentoren, die honderden slaven de wet dicteerde.
De Trinidad en de Vallei de los Ingenios staat sinds 1988 op de Werelderfgoedlijst van UNESCO.
- Virtual International Authority File: 315166105

Oud Havana en zijn vestingwerken · Trinidad en Valle de los Ingenios · Castillo de San Pedro de la Roca · Nationaal park Desembarco del Granma · Viñales-vallei · Archeologisch landschap van de eerste koffieplantages in het zuidoosten van Cuba · Nationaal park Alejandro de Humboldt · Historisch centrum van Cienfuegos · Historisch centrum van Camagüey